# Crateva humblotii
Crateva humblotii är en kaprisväxtart som först beskrevs av Henri Ernest Baillon, och fick sitt nu gällande namn av Hadj Moust.. Crateva humblotii ingår i släktet Crateva, och familjen kaprisväxter. Inga underarter finns listade i Catalogue of Life.